# Rehbach (Dill)

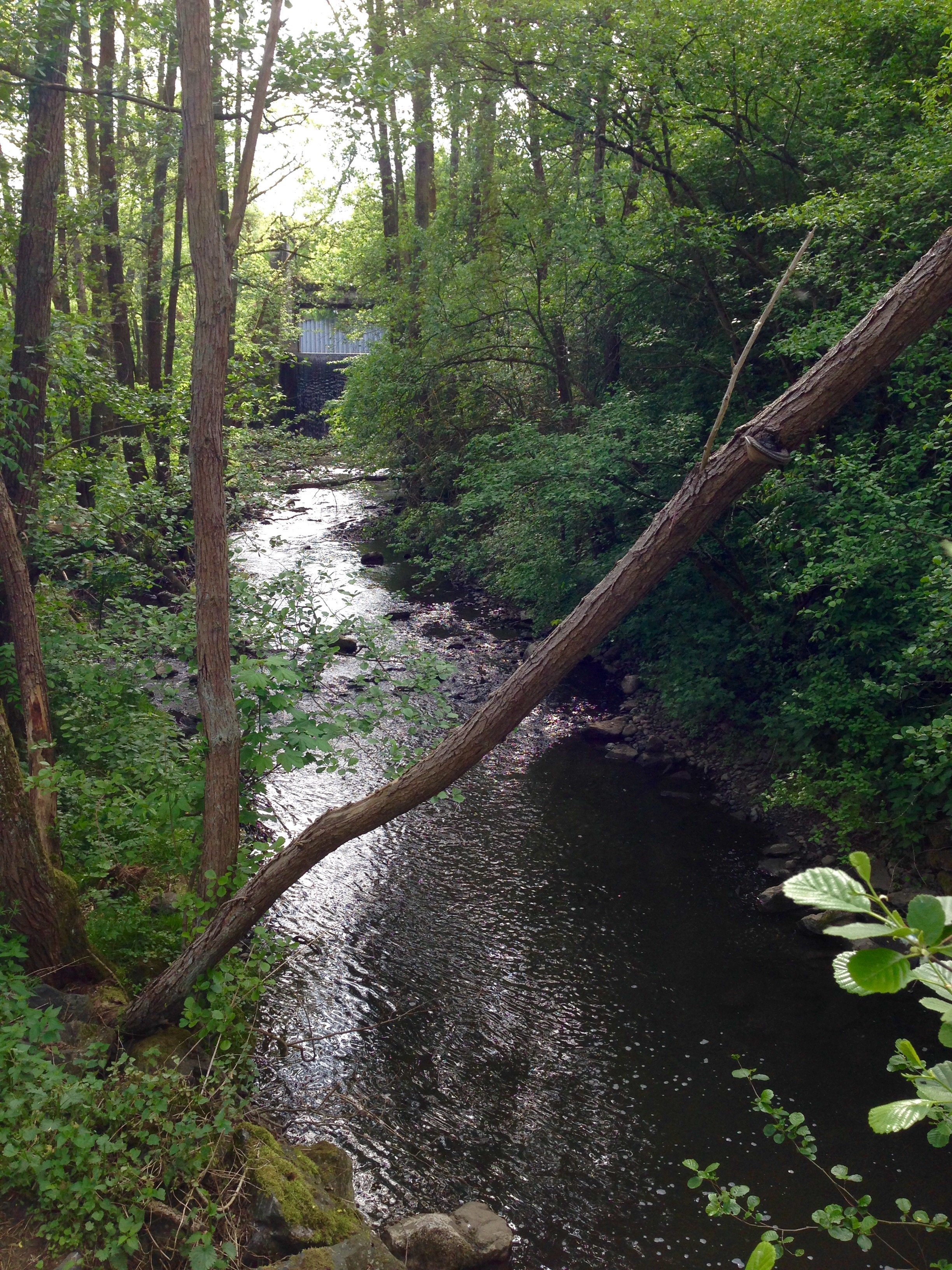
Blick auf den Überlauf des Sinner Stauweihers am Energielehrpfad

Der Rehbach ist ein 20 km langer, orografisch rechter, beziehungsweise westlicher Nebenfluss der Dill in Rheinland-Pfalz und Hessen, Deutschland.

## Geographie

### Verlauf
Der Rehbach entspringt etwa 400 m nördlich von Homberg auf einer Höhe von 606 m ü. NN. Er fließt zunächst in südöstliche Richtungen durch Rehe und erreicht anschließend die Krombachtalsperre. Nach dem Durchfließen des Stausees fließt der Rehbach überwiegend in nordöstliche Richtungen. Nach dem Durchfließen von Mademühlen wird der Bach durch die Driedorftalsperre erneut gestaut. Das Sperrwerk dieser Talsperre liegt am südlichen Ortsrand von Driedorf, wobei die Ortschaft selbst nicht durchflossen wird. Weiter in nordöstliche Richtungen fließend passiert der Rehbach noch das auf der linken Flussseite liegende Guntersdorf (Herborn) mit einem weiteren Stauwerk. Dann tangiert er nördlich Merkenbach. Hier wird in einem Druckspeicher (Merkenbacher Wasserturm) das Rehbachwasser gespeichert und zu einer Turbine am Stauweiher in Sinn (Hessen) geführt, bevor der Bach nach der Unterquerung der Bundesautobahn 45 rechtsseitig auf 196 m ü. NN in die Dill mündet.
Damit war der Rehbach schon in den 30er Jahren in Beziehung auf Länge, Gefälle und Wassermenge ein für die Energieerzeugung bestgenutztes Bachsystem Deutschlands. Die Wasserqualität ist heutzutage wieder so gut, dass man Süßwassermuscheln ansiedelte. 
Bei einem Höhenunterschied von 410 m zwischen Quelle und Mündung beträgt das mittlere Sohlgefälle 20,5 ‰. Das 48,666 km² große Einzugsgebiet wird über Dill, Lahn und Rhein zur Nordsee entwässert.

### Zuflüsse
- Krombach (rechts), 1,7 km, 1,73 km²
- Fichebach (links), 3,6 km
- Floß [GKZ 25848198] (links), 0,8 km
- Rinnbach (links), 2,5 km
- Tretebach (links)
- Taufenbach (links), 1,9 km
- Hörbach (links), 1,7 km
- Mangoldsgründbach (links), 1,3 km
- Schmalbach (rechts), 0,8 km
- Merkenbach (rechts), 2,8 km, 1,73 km², 3,69 km²